# Lijst van afleveringen van Sue Thomas: F.B.Eye
Dit is een lijst met afleveringen van de Amerikaanse televisieserie Sue Thomas: F.B.Eye. De serie telt 3 seizoenen. Een overzicht van alle afleveringen is hieronder te vinden.

## Seizoen 1
| Nr. | Titel aflevering      | Uitzenddatum VS  |
| --- | --------------------- | ---------------- |
| 1   | Pilot                 | 13 oktober 2002  |
| 2   | Bombs Away            | 20 oktober 2002  |
| 3   | Assassins             | 27 oktober 2002  |
| 4   | A Snitch in Time      | 3 november 2002  |
| 5   | The Signing           | 10 november 2002 |
| 6   | A Blast from the Past | 24 november 2002 |
| 7   | Silent Night          | 15 december 2002 |
| 8   | Greed                 | 12 januari 2003  |
| 9   | Diplomatic Immunity   | 19 januari 2003  |
| 10  | Dirty Bomb            | 2 februari 2003  |
| 11  | The Heist             | 9 februari 2003  |
| 12  | The Leak              | 16 februari 2003 |
| 13  | Missing               | 16 maart 2003    |
| 14  | Prodigal Father       | 6 april 2003     |
| 15  | He Said She Said      | 27 april 2003    |
| 16  | The Hunter            | 4 mei 2003       |
| 17  | The Fugitive          | 11 mei 2003      |
| 18  | Billy the Kid         | 18 mei 2003      |

## Seizoen 2
| Nr. | Titel aflevering                  | Uitzenddatum VS  |
| --- | --------------------------------- | ---------------- |
| 1   | Girl Who Signed Wolf              | 5 oktober 2003   |
| 2   | The Sniper                        | 12 oktober 2003  |
| 3   | Homeland Security                 | 2 november 2003  |
| 4   | Cold Case                         | 9 november 2003  |
| 5   | The Newlywed Game: Part 1         | 16 november 2003 |
| 6   | Breaking Up Is Hard to Do: Part 2 | 23 november 2003 |
| 7   | Bad Hair Day                      | 11 januari 2004  |
| 8   | Political Agenda                  | 18 januari 2004  |
| 9   | The Gambler                       | 8 februari 2004  |
| 10  | Into Thin Air                     | 15 februari 2004 |
| 11  | To Grandmother's House We Go      | 22 februari 2004 |
| 12  | The Lawyer                        | 4 april 2004     |
| 13  | The Holocaust Survivor            | 11 april 2004    |
| 14  | The Mentor                        | 18 april 2004    |
| 15  | Rocket Man                        | 25 april 2004    |
| 16  | Elvis Is in the Building          | 2 mei 2004       |
| 17  | Hit and Run                       | 9 mei 2004       |
| 18  | Concrete Evidence                 | 16 mei 2004      |
| 19  | The Kiss                          | 23 mei 2004      |

## Seizoen 3
| Nr. | Titel aflevering               | Uitzenddatum VS  |
| --- | ------------------------------ | ---------------- |
| 1   | Adventures in Babysitting      | 3 oktober 2004   |
| 2   | The Body Shop                  | 10 oktober 2004  |
| 3   | Skin Deep                      | 17 oktober 2004  |
| 4   | The New Mafia                  | 31 oktober 2004  |
| 5   | The Actor                      | 7 november 2004  |
| 6   | Planes, Trains and Automobiles | 14 november 2004 |
| 7   | Simon Says                     | 21 november 2004 |
| 8   | Did She or Didn't She?         | 28 november 2004 |
| 9   | Fraternity                     | 30 januari 2005  |
| 10  | Secret Agent Man               | 13 februari 2005 |
| 11  | Spy Games                      | 20 februari 2005 |
| 12  | Boy Meets World                | 6 maart 2005     |
| 13  | False Profit                   | 13 maart 2005    |
| 14  | Who Wants to be a Millionaire  | 3 april 2005     |
| 15  | The Bounty Hunter              | 17 april 2005    |
| 16  | Troy Story                     | 1 mei 2005       |
| 17  | Mind Games                     | 8 mei 2005       |
| 18  | Bad Girls                      | 15 mei 2005      |
| 19  | Endings and Beginnings         | 22 mei 2005      |